# Entropía de entrelazamiento
La entropía de entrelazamiento es una medida del entrelazamiento para un estado cuántico de muchos cuerpos.

## Entropía de entrelazamiento bipartita
La entropía de entrelazamiento bipartita se define con respecto a la bipartición del de un estado en dos particiones {\displaystyle A} y {\displaystyle B}.

### Entropía de entrelazamiento de Von Neumann
La entropía de entrelazamiento bipartita de Von Neumann {\displaystyle S} se define como la entropía de Von Neumann de cualquiera de sus estados reducidos; el resultado es independiente de cuál se elija. Así, para un estado puro {\displaystyle \rho _{AB}=|\Psi \rangle \langle \Psi |_{AB}}, está dada por:
{\displaystyle {\mathcal {S}}(\rho _{A})=-\operatorname {Tr} [\rho _{A}\operatorname {log} \rho _{A}]=-\operatorname {Tr} [\rho _{B}\operatorname {log} \rho _{B}]={\mathcal {S}}(\rho _{B})}
donde {\displaystyle \rho _{A}=\operatorname {Tr} _{B}(\rho _{AB})} y {\displaystyle \rho _{B}=\operatorname {Tr} _{A}(\rho _{AB})} son las matrices de densidad reducidas de cada partición.
Muchas medidas de entrelazamiento reducen la entropía de entrelazamiento cuando se evalúan en estados puros. Entre ellas se cuentan:
- Entrelazamiento destilable
- Coste de entrelazamiento
- Entrelazamiento de formación
- Entropía relativa de entrelazamiento
- Entrelazamiento aplastado

Algunas medidas de entrelazamiento que no reducen la entropía de entrelazamiento son:
- Negatividad
- Negatividad logarítmica
- Robustez de entrelazamiento[1]

### Entropías de entrelazamiento de Renyi
Las entropías de entrelazamiento de Renyi {\displaystyle {\mathcal {S}}_{\alpha }} también se definen en términos de las matrices de densidad reducidas, y de un índice de Renyi {\displaystyle \alpha \geq 0}. Se define como la entropía de Rényi de las matrices de densidad reducidas:
{\displaystyle {\mathcal {S}}_{\alpha }(\rho _{A})={\frac {1}{1-\alpha }}\operatorname {log} \operatorname {tr} (\rho ^{\alpha })={\mathcal {S}}_{\alpha }(\rho _{B})}
Nótese que en el límite {\displaystyle \alpha \rightarrow 1}, la entropía de entrelazamiento de Renyi tiende a la entropía de entrelazamiento de Von Neumann.

## Ley de área de la entropía de entrelazamiento bipartita
Un estado cuántico satisface una ley de área si el término dominante de la entropía de entrelazamiento crece como mucho linealmente con la frontera entre las dos particiones. Las leyes de área son notablemente comunes para estados fundamentales de sistemas cuánticos de muchos cuerpos. Esto tiene importantes aplicaciones, una de las cuales es que reduce ostensiblemente la complejidad de sistemas cuánticos de muchos cuerpos. El grupo de renormalización de la matriz de densidad y los estados de producto matricial, por ejemplo, se basan implícitamente en estas leyes de área.